# Nandgaon (Maharashtra)
Nandgaon es una ciudad y  municipio situada en el distrito de Nashik en el estado de Maharashtra (India). Su población es de 23604 habitantes (2011). Se encuentra a 100 km de Nashik.

## Demografía
Según el censo de 2011 la población de Nandgaon era de 23604 habitantes, de los cuales 12130 eran hombres y 11474 eran mujeres. Nandgaon tiene una tasa media de alfabetización del 88,94%, superior a la media estatal del 82,34%: la alfabetización masculina es del 93,84%, y la alfabetización femenina del 83,77%.